# HD 98649
HD 98649 è una stella nella costellazione del Cratere di ottava magnitudine, distante circa 135 anni luce dal sistema solare. Si tratta di una nana gialla simile al Sole, attorno alla quale, nel 2013, è stato scoperto un pianeta extrasolare.

## Caratteristiche
La stella, di tipo spettrale G4V, è molto simile al Sole per massa, raggio, Temperatura e metallicità, anche se pare più giovane della nostra stella, con un'età 2,3 miliardi di anni, tuttavia, il margine d'errore è molto alto, di 2 miliardi di anni.

## Sistema planetario
Con lo spettrografo CORALIE, montato nel Leonhard Euler Telescope all'osservatorio di La Silla in Cile, già dai primi anni duemila gli astronomi misuravano la velocità radiale di alcune stelle possibili candidate ad ospitare un pianeta, come HD 98649.
Nel 2013 venne pubblicata la notizia della scoperta di un pianeta supergioviano orbitare attorno alla stella, HD 98649 b, avente una massa quasi 7 volte quella di Giove e un periodo orbitale di circa 14 anni. Il semiasse maggiore del pianeta è di 5,6 UA, tuttavia la sua eccentricità orbitale è molto elevata (e=0,85), il che comporta che all'afelio il pianeta si allontana dalla stella madre fino a 10,4 UA.

### Prospetto del sistema
| Pianeta | Massa      | Raggio | Periodo orb. | Sem. maggiore | Eccentricità | Scoperta |
| ------- | ---------- | ------ | ------------ | ------------- | ------------ | -------- |
| b       | 6,8±0,5 MJ | —      | 4951 giorni  | 5,6 UA        | 0,85         | 2013     |